# Kim (roman)
Kim is een spionage- en schelmenroman van de Britse schrijver en Nobelprijswinnaar Rudyard Kipling, gepubliceerd in 1901. Deze roman werd opgenomen in de lijst Modern Library 100 Beste Romans, kwam op plek 159 van The Big Read en is drie maal verfilmd.
Het verhaal speelt in het einde van de 19e eeuw in Brits-Indië en gaat over The Great Game, het strategische conflict tussen het Britse Rijk en het Keizerrijk Rusland om de macht over Centraal-Azië. Dankzij dit boek raakte de term The Great Game in zwang.
In het boek wordt een spel gespeeld dat nadien bekend zou worden als Kimspel en dat dient om het geheugen en het observatievermogen te trainen.